# L'abbandono (film)
L'abbandono è un film italiano del 2018, scritto e diretto da Ugo Frosi. La sceneggiatura del film è liberamente ispirata ad alcuni eventi che l'autore ha rinvenuto nei diari, risalenti ai primi dell'800, del vescovo Scipione de Ricci. Il film è stato presentato al Ravenna Nightmare Film Fest.

## Trama
Seconda metà del XVIII secolo. La quiete di un monastero di clausura viene turbata dai comportamenti di un'enigmatica suora, accusata di scandalo ed eresia. Un vicario del vescovo viene inviato sul posto per accertare la verità dei fatti. Gli estenuanti interrogatori dei testimoni e infine della suora incriminata, trascineranno però l’uomo verso la scoperta di una realtà inquietante, spingendolo persino a dubitare della propria fede.

## Critica
In un ampio articolo de Il Giornale, il critico Pedro Armocida menziona L'abbandono tra quei film dell'anno che rivelano una rinnovata attenzione del cinema verso i temi della fede e della religione, sottolineandone lo "straordinario rigore formale".
Su Mymovies il critico cinematografico Giancarlo Zappoli parla de L'abbandono come di un film "complesso e condotto con consapevolezza anche sul piano dell'estetica".

## Distribuzione
L'abbandono è stato acquisito per le vendite estere da Adriana Chiesa Enterprises con il titolo di Irene.